# Far-Less
Far-Less é uma banda de post-hardcore formada em 2001 em Blacksburg, Virginia.

## Membros
- Brandon Welch - vocal
- Jordan Powers - guitarra
- Mark Karsten - guitarra
- Joseph Powers - baixo
- Todd Turner - bateria
- Elizabeth "Bitsy" Pina - piano

## Discografia
- Turn to the Bright (2004, EP)
- Everyone Is Out to Get Us (2006)
- A Toast to Bad Taste (2007)